# Pandanus globulosus
Pandanus globulosus är en enhjärtbladig växtart som beskrevs av Harold St.John. Pandanus globulosus ingår i släktet Pandanus och familjen Pandanaceae. Inga underarter finns listade.